# Seiusi Corona
La Seiusi Corona è una struttura geologica della superficie di Venere.